# Liao Wan-ju
Liao Wan-ju (chiń. trad. 廖琬如; pinyin Liào Wǎnrú; ur. 19 kwietnia 1984) – tajwańska siatkarka. Obecnie nie gra w żadnym klubie.